# Wangjiaya Shuiku
Wangjiaya Shuiku är en reservoar i Kina. Den ligger i provinsen Shaanxi, i den nordvästra delen av landet, omkring 150 kilometer väster om provinshuvudstaden Xi'an. Wangjiaya Shuiku ligger 597 meter över havet. Arean är 7,4 kvadratkilometer. Trakten runt Wangjiaya Shuiku består till största delen av jordbruksmark. Den sträcker sig 4,2 kilometer i nord-sydlig riktning, och 3,8 kilometer i öst-västlig riktning.
Genomsnittlig årsnederbörd är 754 millimeter. Den regnigaste månaden är september, med i genomsnitt 159 mm nederbörd, och den torraste är december, med 2 mm nederbörd.